# 马蒂亚·富拉尼
马蒂亚·富拉尼（義大利語：Mattia Furlani，2005年2月7日—），意大利男子田径运动员，2023年欧洲运动会男子跳远银牌得主、2024年世界室内田径锦标赛男子跳远银牌得主。